# Kaiser Jeep M715
Kaiser Jeep M715 — американський військовий пікап.
Був прийнятий на озброєння американських військ в 1965 для заміни M37. Розроблено на базі цивільного Jeep Gladiator. З 1967 до 1969 було виготовлено більш ніж 33000 автівок. В війсках змінені на Dodge M880.

## Варіанти
- M715 — базовий для транспортування вантажів (2350 кг) та особового складу.
- M724 — кунг
- M725 — санітарна машина
- M726 — кунг для ремонту радіообладнання

## Оператори
- США
- Аргентина
- М'янма
- Болівія
- Колумбія
- Південна Корея Виробництво за ліцензією як Kia KM450.
- Еквадор
- Гватемала
- Гондурас
- Індія Виробництво за ліцензією TATA.
- Ізраїль Виробництво за ліцензією. Місцева назва М-462 Abir
- Мексика
- Перу
- Венесуела